# Richard Attenborough
Richard Samuel Attenborough, Barão Attenborough, CBE (Cambridge, 29 de agosto de 1923 – Londres, 24 de agosto de 2014) foi um ator, produtor e diretor de cinema britânico. Ficou conhecido por dirigir o filme Gandhi (pelo qual ganhou o Óscar de Melhor Diretor e Melhor Filme) e por interpretar o personagem John Hammond nos filmes Jurassic Park e The Lost World: Jurassic Park (ambos dirigidos por Steven Spielberg).

## Biografia
Começou a atuar aos doze anos de idade. Cursou a Royal Academy of Dramatic Art e fez sua estreia profissional nos palcos aos 18 anos, com a peça de Agatha Christie, The Mousetrap (A ratoeira, em português).
Richard Attenborough era irmão de David Attenborough, e era casado com a atriz britânica Sheila Sim desde 1945, com quem teve três filhos. Era pai do diretor cinematográfico Michael Attenborough e da atriz Charlotte Attenborough.
Durante a Segunda Guerra Mundial, serviu a Força Aérea Real. Após o treinamento inicial de piloto, ele foi transferido para a recém-formada R.A.F. Film Unit em Pinewood Studios, sob o comando do tenente de voo John Boulting, para gravar propagandas de guerra. Antes da guerra, em 1939, sua família acolheu duas garotas alemãs judias refugiadas, Helga e Irene Bejach (de 9 e 11 anos, respectivamente), que foram mais tarde adotadas por eles depois da guerra quando descobriu-se que os pais delas foram mortos. As irmãs mudaram-se para os Estados Unidos nos anos 50 e moraram com um tio, onde casaram e adquiriram a nacionalidade norte-americana. Irene faleceu em 1992 e Helga em 2005.

### Carreira
No final da década de 1950 Attenborough constituiu uma produtora de filmes, a Beaver Films, com Bryan Forbes.
Foi presidente da British Academy of Film and Television Arts (BAFTA), a academia britânica responsável pela premiação anual dos melhores trabalhos realizados em cinema, televisão e outras mídias audiovisuais. Foi também presidente of RADA, dirigente da Capital Radio, presidente da Mahatma Gandhi Foundation e presidente da National Film and Television School.
Em 2006 esteve em Belfast, no nordeste de Irlanda, filmando Closing the Ring, que se passa nesta cidade na época da Segunda Guerra Mundial.

## Morte
Attenborough faleceu em 24 de agosto de 2014, aos 90 anos. Attenborough foi cremado, as cinzas foram dadas a família. Foi considerado em 4.º lugar como o melhor ator britânico de todos os tempos em 2015.

## Filmografia
| Ano  | Filme                                        | Creditado como | Creditado como | Creditado como | Creditado como                   |
| Ano  | Filme                                        | Produtor       | Diretor        | Ator           | Papel                            |
| ---- | -------------------------------------------- | -------------- | -------------- | -------------- | -------------------------------- |
| 1942 | In Which We Serve                            |                |                | Sim            | Young Stoker                     |
| 1943 | Schweik's New Adventures                     |                |                | Sim            | Railway worker                   |
| 1944 | The Hundred Pound Window                     |                |                | Sim            | Tommy Draper                     |
| 1946 | Journey Together                             |                |                | Sim            | David Wilton                     |
| 1946 | A Matter of Life and Death                   |                |                | Sim            | Um Piloto Inglês                 |
| 1946 | School for Secrets                           |                |                | Sim            | Jack Arnold                      |
| 1947 | Brighton Rock                                |                |                | Sim            | Pinkie Brown                     |
| 1947 | The Man Within                               |                |                | Sim            | Francis Andrews                  |
| 1947 | Dancing with Crime                           |                |                | Sim            | Ted Peters                       |
| 1948 | London Belongs to Me                         |                |                | Sim            | Percy Boon                       |
| 1948 | The Guinea Pig                               |                |                | Sim            | Jack Read                        |
| 1949 | The Lost People                              |                |                | Sim            | Jan                              |
| 1949 | Boys in Brown                                |                |                | Sim            | Jackie Knowles                   |
| 1950 | Morning Departure                            |                |                | Sim            | Stoker Snipe                     |
| 1951 | The Magic Box                                |                |                | Sim            | Jack Carter                      |
| 1951 | Hell is Sold Out                             |                |                | Sim            | Pierre Bonnet                    |
| 1952 | Father's Doing Fine                          |                |                | Sim            | Dougall                          |
| 1952 | Eight O’Clock Walk                           |                |                | Sim            | Thomas "Tom" Leslie Manning      |
| 1952 | Gift Horse                                   |                |                | Sim            | Dripper Daniels                  |
| 1955 | The Ship That Died of Shame                  |                |                | Sim            | George Hoskins                   |
| 1956 | Private's Progress                           |                |                | Sim            | Pvt. Percival Henry Cox          |
| 1956 | The Baby and the Battleship                  |                |                | Sim            | Knocker White                    |
| 1957 | The Scamp                                    |                |                | Sim            | Stephen Leigh                    |
| 1957 | Brothers in Law                              |                |                | Sim            | Henry Marshall                   |
| 1958 | Dunkirk                                      |                |                | Sim            | John Holden                      |
| 1958 | The Man Upstairs                             |                |                | Sim            | Peter Watson                     |
| 1958 | Sea of Sand                                  |                |                | Sim            | Brody                            |
| 1959 | The League of Gentlemen                      |                |                | Sim            | Lexy                             |
| 1959 | I'm All Right Jack                           |                |                | Sim            | Sidney De Vere Cox               |
| 1959 | Danger Within                                |                |                | Sim            | Capt. "Bunter" Phillips          |
| 1959 | Jet Storm                                    |                |                | Sim            | Ernest Tiller                    |
| 1959 | SOS Pacific                                  |                |                | Sim            | Whitney Mullen                   |
| 1960 | The Angry Silence                            | Sim            |                | Sim            | Tom Curtis                       |
| 1961 | Whistle Down the Wind                        | Sim            |                |                |                                  |
| 1962 | Only Two Can Play                            |                |                | Sim            | Probert                          |
| 1962 | The L-Shaped Room                            | Sim            |                |                |                                  |
| 1962 | Trial and Error                              |                |                | Sim            | Herbert Fowle                    |
| 1963 | The Great Escape                             |                |                | Sim            | Squadron Leader Roger Bartlett   |
| 1964 | The Third Secret                             |                |                | Sim            | Alfred Price-Gorham              |
| 1964 | Seance on a Wet Afternoon                    | Sim            |                | Sim            | Billy Savage                     |
| 1964 | Guns at Batasi                               |                |                | Sim            | Regimental Sgt. Major Lauderdale |
| 1965 | The Flight of the Phoenix                    |                |                | Sim            | Lew Moran                        |
| 1966 | The Sand Pebbles                             |                |                | Sim            | Frenchy Burgoyne                 |
| 1967 | Doctor Dolittle                              |                |                | Sim            | Albert Blossom                   |
| 1968 | Only When I Larf                             |                |                | Sim            | Silas                            |
| 1968 | The Bliss of Mrs. Blossom                    |                |                | Sim            | Robert Blossom                   |
| 1969 | The Magic Christian                          |                |                | Sim            | Oxford coach                     |
| 1969 | Oh! What A Lovely War                        | Sim            | Sim            |                |                                  |
| 1970 | Loot                                         |                |                | Sim            | Inspector Truscott               |
| 1970 | The Last Grenade                             |                |                | Sim            | Gen. Charles Whiteley            |
| 1970 | A Severed Head                               |                |                | Sim            | Palmer Anderson                  |
| 1971 | 10 Rillington Place                          |                |                | Sim            | John Reginald Christie           |
| 1972 | Cup Glory                                    |                |                | Sim            | Narrator                         |
| 1972 | Young Winston                                | Sim            | Sim            |                |                                  |
| 1974 | And Then There Were None                     |                |                | Sim            | Judge Arthur Cannon              |
| 1975 | Rosebud                                      |                |                | Sim            | Edward Sloat                     |
| 1975 | Brannigan                                    |                |                | Sim            | Cmdr. Charles Swann              |
| 1975 | Conduct Unbecoming                           |                |                | Sim            | Maj. Lionel E. Roach             |
| 1977 | Shatranj Ke Khiladi                          |                |                | Sim            | General Outram                   |
| 1977 | A Bridge Too Far                             |                | Sim            | Sim            | Lunatic wearing glasses          |
| 1978 | Magic                                        |                | Sim            |                |                                  |
| 1979 | The Human Factor                             |                |                | Sim            | Col. John Daintry                |
| 1982 | Gandhi                                       | Sim            | Sim            |                |                                  |
| 1985 | A Chorus Line                                |                | Sim            |                |                                  |
| 1987 | Cry Freedom                                  | Sim            | Sim            |                |                                  |
| 1992 | Chaplin                                      | Sim            | Sim            |                |                                  |
| 1993 | Jurassic Park                                |                |                | Sim            | Dr. John Hammond                 |
| 1993 | Shadowlands                                  | Sim            | Sim            |                |                                  |
| 1994 | Miracle on 34th Street                       |                |                | Sim            | Kris Kringle                     |
| 1996 | Hamlet                                       |                |                | Sim            | Embaixador Inglês na Dinamarca   |
| 1996 | In Love and War                              | Sim            | Sim            |                |                                  |
| 1997 | The Lost World: Jurassic Park                |                |                | Sim            | Dr. John Hammond                 |
| 1998 | Elizabeth                                    |                |                | Sim            | William Cecil                    |
| 1999 | Grey Owl                                     | Sim            | Sim            |                |                                  |
| 1999 | Joseph and the Amazing Technicolor Dreamcoat |                |                | Sim            | Jacob                            |
| 2002 | Puckoon                                      |                |                | Sim            | Narrador                         |
| 2007 | Closing the Ring                             | Sim            | Sim            |                |                                  |

### Principais prêmios e indicações
Oscar
- 1982 – Venceu na categoria de melhor filme, por Gandhi.
- 1982 – Venceu na categoria de melhor diretor, por Gandhi.

Globo de Ouro
- 1982 – Venceu na categoria de melhor diretor, por Gandhi.
- 1982 – Venceu na categoria de melhor filme Estrangeiro, por Gandhi.
- 1985 – Indicado na categoria de melhor diretor, por Chorus Line .
- 1987 – Indicado na categoria de melhor diretor, por Cry Freedom.

BAFTA
- 1982 – Venceu na categoria de melhor diretor, por Gandhi.
- 1982 – Venceu na categoria de melhor filme, por Gandhi
- 1987 – Indicado na categoria de melhor diretor, por Cry Freedom.
- 1993 – Indicado na categoria de melhor diretor, por Shadowlands.